# Mylothris citrina
Mylothris citrina är en fjärilsart som beskrevs av Aurivillius 1898. Mylothris citrina ingår i släktet Mylothris och familjen vitfjärilar. Inga underarter finns listade i Catalogue of Life.